# Jürgen Vahlberg

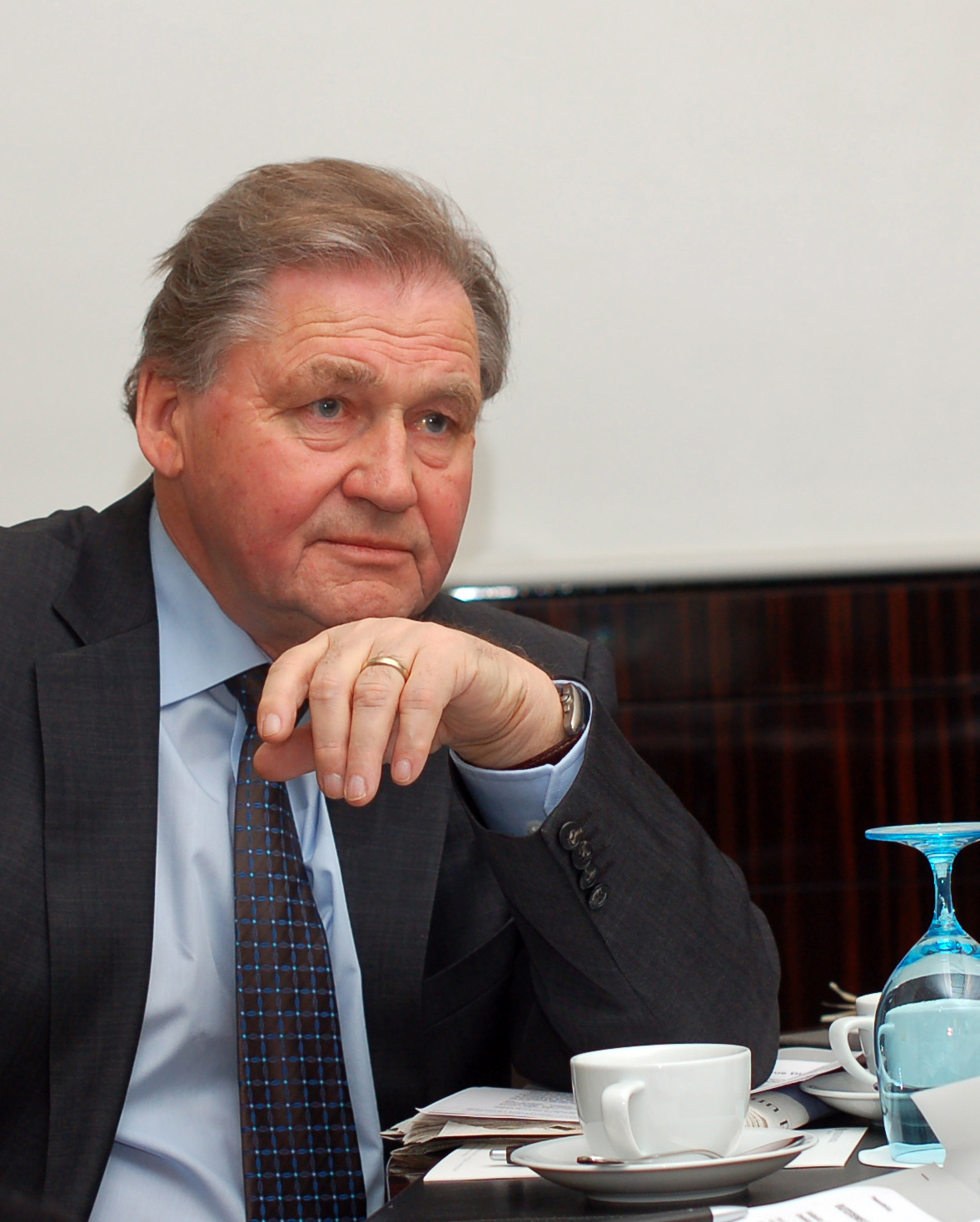
Jürgen Vahlberg (2011)

Jürgen Vahlberg (* 12. Februar 1939 in Braunschweig) ist ein deutscher Unternehmer und Politiker (SPD).

## Leben
Nach einer Schriftsetzerlehre und seinem 1961/1962 abgeleisteten Wehrdienst erlangte Vahlberg 1967 auf dem zweiten Bildungsweg die Hochschulreife in Bayern. Er studierte Soziologie und Volkswirtschaftslehre, an der Ludwig-Maximilians-Universität München in München. Er arbeitete zehn Jahre als Schriftsetzer in verschiedenen Druckereien und Zeitungsbetrieben. Sein Studium schloss er als Diplom-Soziologe ab. Im Jahr 1977 begann er eine sozialwissenschaftliche Tätigkeit am „Institut für Prozeßrechentechnik“ der Technischen Universität München, wo er das Projekt Innovationsforschung Mikroelektronik betreute. Er betätigte sich von 1979 bis 1985 als Geschäftsführer der von ihm 1979 mitgegründeten Softing GmbH, Gesellschaft für Prozessrechentechnik und angewandte Informationsverarbeitung, ebenfalls beim Dresdner Filmatelier (DREFA GmbH), einer Gesellschaft für Trick- und Dokumentarfilm in unmittelbarer Nachfolge des DEFA-Studios für Trickfilme, und bei der Fernsehakademie Mitteldeutschland (F.A.M.).
Jürgen Vahlberg ist verheiratet, hat einen Sohn und lebt in München.

## Politisches Wirken
Vahlberg war von 1972 bis 1976 und von 1983 bis 1990 Mitglied des Deutschen Bundestages. Bei der Bundestagswahl 1972 wurde er für die Sozialdemokratische Partei Deutschlands (SPD) über ein Direktmandat in Bayern im Wahlkreis München-Ost gewählt. In den Jahren 1983 und 1987 zog er über die Landesliste Bayern in den Bundestag ein.
Bereits 1965 trat Vahlberg in die SPD ein und hatte dort ab 1966 diverse Funktionen. Er wurde Mitglied des Präsidiums und Schatzmeister der Bayerischen SPD. Vahlberg war Bundesvorsitzender der Arbeitsgemeinschaft der Selbständigen in der SPD, Schatzmeister von Eurosolar und schließlich Marketingdirektor von Euronews.

## Veröffentlichungen (Auswahl)
- mit Karl Heinz Beckurts: Die technologische Entwicklung in der Bundesrepublik und die weiteren Möglichkeiten. Friedrich-Ebert-Stiftung, Bonn 1985. DNB 860404587.